# Викалви
Викалви (итал. Vicalvi) је насеље у Италији у округу Фрозиноне, региону Лацио.
Према процени из 2011. у насељу је живело 539 становника. Насеље се налази на надморској висини од 427 м.

## Становништво
| 1931. | 1936. | 1951. | 1961. | 1971. | 1981. | 1991. | 2001. | 2011. |
| ----- | ----- | ----- | ----- | ----- | ----- | ----- | ----- | ----- |
| 1.207 | 1.155 | 1.116 | 866   | 663   | 738   | 766   | 801   | 806   |